# Pierre Dandrieu
Pour les articles homonymes, voir Dandrieu.
Pierre Dandrieu (d'Andrieu), baptisé à Angers le 21 mars 1664, et décédé le 20 octobre 1733, à Paris, est un prêtre, compositeur et organiste français.

## Biographie
Après avoir été élève de Lebègue, il tient l'orgue de l’église Saint-Barthélemy, aujourd’hui détruite, sur l’île de la Cité à Paris, durant plus de 40 ans. Son neveu Jean-François Dandrieu lui succède à cette même tribune en 1733.

## Œuvres
Pierre Dandrieu publie vers 1714 un livre de 42 noëls et pièces diverses pour l’orgue (surtout) ou le clavecin, recueil publié à nouveau entre 1721 et 1733 (v. 1725 selon la BnF) :
NOELS. /O Filii, Chansons de Saint Jacques, /Stabat Mater, et Carillons. /Le Tout Revû augmenté /et Extrêmement Varié, et mis pour L’Orgue /Et pour le Claveçin. /par Mr. Dandrieu /Prêtre et Organiste de St. Barthelemy /À Paris. (s. d.)
1. À la Venue de Noel.
2. Une Jeune Pucelle.
3. Chantons je vous prie Noel hautement.
4. Or nous dites Marie.
5. Joseph est bien Marié.
6. Voici le jour Selemnel.
7. Je me suis Levé.
8. Marchons, Marchons Gaïement.
9. Adam ou est tu.
10. Chretien qui Suivez l’Eglise.
11. Nous Sommes en voïe.
12. Puer nobis Nascitur.
13. Grace soit rendüe a Dieu de la Sus.
14. Savez-vous mon cher Voisin.
15. Mais ou san est allé Nau.
16. Quand je M’Eveillai et eus assez dormi.
17. Chantons je vous prie.
18. Vous qui desirez Sans fin.
19. Noel cette Journée.
20. Quand le Sauveur Jesus-Christ fut né de Marie.
21. Sortons de nos Chaumines.
22. Joseph tu fus bien Joyeux.
23. Chantons de voix Hautaine.
24. Noel pour l’Amour de Marie.
25. Laissez paitre vos bestes.
26. Tous les Bourgeois de Châtres.
27. Chantons je vous prie Noel hautement.
28. Quoi ma voisine es tu fâchée.
29. Allons voir ce divin gage.
30. Michau qui causoit ce grand Bruit.
31. Une Bergere Jolie.
32. Le Roy des Cieux vient de Naître.
33. Ou s’en vont ces gais Bergers.
34. A minuit fut fait un Reveil.
35. A minuit fut fait un Reveil.
36. Jacob que tu es habile.
37. Si c’est pour ôter la Vie.
38. Stabat mater
39. O Filii et Filiæ.
40. Chanson de Saint Jacques.
41. 2e Chanson.
42. Carillon ou Cloches.
Plusieurs de ces pièces seront reprises et remaniées ultérieurement (par son neveu Jean-François ?), et publiées en 1759, plus de 20 ans après la mort du neveu.
Il publie aussi 3 airs dans Recueils d'airs sérieux et à boire chez Ballard, à Paris : Mes yeux par leur langueur extrême (août 1697), L'amour s'est fait pour la jeunesse et Petits oyseaux sous ces feuillages (avril 1699).